# 香川三菱自動車販売
香川三菱自動車販売株式会社（かがわみつびしじどうしゃはんばい）は、香川県高松市に本社を置く、三菱自動車工業のディーラー。旧ギャラン店。
隣接する徳島県にある徳島三菱自動車販売が半数近くの株式を所有し、同社の傘下となっている。
旧カープラザ店の讃岐三菱自動車販売株式会社は子会社だったが、2009年に事業譲渡を受けている。

## 輸入車の販売
綾歌郡宇多津町にメルセデス・ベンツ正規ディーラー「シュテルン丸亀」を、また高松本店に併設してクライスラー正規ディーラー「四国クライスラー」を持つ。また、日本撤退までは、高松東店にヒュンダイ正規ディーラー「ヒュンダイ香川」を併設していた（現在は同社子会社の讃岐スズキ販売の店舗であるスズキアリーナ春日東となっているが、今なおヒュンダイモータージャパン正規アフターサービス拠点であり、HYUNDAI Serviceの看板が掲げられている）。三菱自動車自体とヒュンダイがダイムラー・クライスラーと提携していた頃には、ダイムラー・クライスラーグループの正規販売乗用車を全て扱っていたという珍しい例である。

## 拠点
詳細は公式サイトを参照のこと。
なお、中央インター店と善通寺インター店は旧カープラザ店の讃岐三菱自動車販売からの譲渡店舗である。